# Бердянськ (аеропорт)
Аеропорт «Бердянськ» (IATA: ERD, ICAO: UKDB) — колишній аеропорт, розташований в місті Бердянськ.

## Історія
Аеропорт збудований у 1975. Має одну злітно-посадкову смугу завдожки 2500 м. Може приймати літаки Як-42, Ан-12, Ту-134, інші повітряні судна 3-4-го класу, вертольоти всіх типів. Пропускна спроможність аеровокзалу становила 100 осіб на годину, а вантажного терміналу — 50 тонн на добу.
У 2019 році Бердянська міська влада планувала відновити роботу аеропорту.

### Російсько-українська війна
У перші дні широкомасштабного російського вторгнення місто та аеропорт були захоплені російськими окупантами.
Напередодні українського контрнаступу в червні 2023 року в аеропорт росіяни додатково перекинули 20 вертольотів, серед них: п'ять Ка-52, дев'ять Мі-8/Мі-24 та тринадцять Ка-27/Ка-29.
17 жовтня 2023 року, вночі, силами оборони України був завданий удар ракетою M39 комплексу ATACMS з касетними бойовими елементами M74 по аеродромах у Бердянську та в Луганську.
За словами місцевих мешканців, удар стався близько 02:30 ранку, спочатку було видно і чутно, як росіяни намагалися щось
збити, а детонації боєприпасів тривали щонайменше до 4 ранку.
Сили спеціальних операцій Збройних сил України повідомили про ураження вертольотів, складів з боєприпасами, засобів ППО, злітно-посадкової смуги та допоміжної техніки. Загарбники зазнали і втрат в живій силі.
За даними Telegram-каналів, на аеродромі в Бердянську перебував великий вертолітний парк Ка-52 і Мі-8, а також кілька штук Мі-28 і Мі-24. Загалом до 30 одиниць техніки. На захист аеродрому поставили кілька «Панцирів С1/С2», «Бук» та РЛС.
У результаті операції Сил оборони було уражено склад авіаційного озброєння, до 10 одиниць гелікоптерів, деякі з них знищено повністю, «Панцирів С1/С2», поставлений на захист, пошкоджено, а за деякими даними, знищено разом з особовим складом, який перебував на аеродромі.
На цей час лінія фронту проходила за близько 95 км від аеродрому.
21 жовтня OSINT-група Oryx підрахувала, що ударами ЗСУ по аеродромах Бердянську та Луганську було знищено сім гелікоптерів Ка-52 та два Мі-8. А також пошкоджено — вісім Ка-52 та сім Мі-8.